# Gabriel Arrom i Julià
Gabriel Arrom i Julià (Santa Maria del Camí, Mallorca, 1911 - Madrid, 1990) fou un economista i polític mallorquí.
El seu pare, Gabriel Arrom Oliver, nascut a Sencelles, era guàrdia civil, casat amb Francesca Julià Duran de Palma. Va estudiar el professorat mercantil i es llicencià en dret a Barcelona, passant a treballar com a funcionari en el Ministeri d'Hisenda a Girona. Durant la guerra va ser tinent d'artilleria a l'exèrcit republicà i membre del comitè politicomilitar del PSUC. El febrer de 1939 passà la frontera de França i es va exiliar a la Unió Soviètica, on va estudiar economia amb Evgeny Varga. Es doctorà en Ciències Econòmiques a l'escola Superior de Comerç Exterior de Moscou, on impartí classes com a catedràtic a partir de 1945. Va publicar nombrosos articles a les revistes teòriques del PCE i del PSUC com "Nuestra Bandera", "Nuestras Ideas" i "Nous Horitzons". Va dedicar una especial atenció a les transformacions de l'economia catalana sota el franquisme, però també es va ocupar d'altres aspectes de l'economia espanyola, com l'agricultura, i de l'economia internacional. N'és un exemple A l'entorn de certs problemes de l'economia catalana, publicat el 1965 a "Nous Horitzons". El 1957, de manera clandestina, retornà a Catalunya per incorporar-se a la lluita antifranquista. Dirigí les comissions del PSUC d'economia, agricultura i petita i mitjana empresa. Col·labora a Treball (PSUC) amb el pseudònim de Gaspar Aribau i estudià les crisis de 1957-1959 i de 1973.
En els anys seixanta, ja a París, va influir en Emili Gasch, Antoni Montserrat i Carme Sans, nucli del col·lectiu d'economistes "Enric Cerdà". Va ser membre del Comitè Central del PCE. Davant la crisi dels comunistes es passà al Partit Comunista dels Pobles d'Espanya, partit del qual fou membre (1989) del Comitè Central.